# Moldaviens tekniska universitet
Moldaviens tekniska universitet (rumänska: Universitatea Tehnică a Moldovei, UTM) är ett statligt tekniskt universitet i Chişinău, Moldavien.
Universitetet grundades 1964 i dåvarande Moldaviska SSR och hette ursprungligen Chişinăus polytekniska institut.

## Fakulteter
- Fakulteten för energetik och elektroteknik
- Fakulteten för maskinteknik och transport
- Fakulteten för elektronik och telekommunikation
- Fakulteten för datorer, informatik och mikroelektronik
- Fakulteten för livsmedelsteknik
- Fakulteten för textil och polygrafi
- Fakulteten för arkitektur och stadsplanering
- Fakulteten för konstruktion, geodesi och kataster
- Ekonomiska fakulteten